# Resultados do Carnaval de Alegrete

## 2023
| Colocação | Escola                               | Pontos |
| 1°        | Nós Os Ritmistas                     | 359,6  |
| --------- | ------------------------------------ | ------ |
| 2°        | Mocidade Independente Da Cidade Alta | 358,8  |
| 3°        | Unidos Dos Canudos                   | 358,1  |
| 4°        | Imperatriz Praça Nova                | 354,7  |
| 5°        | Acadêmicos do Pôr-do-Sol             | 353,6  |

- Resultados do Carnaval de Alegrete.2000  Empate entre Mocidade Independente da Cidade Alta MICA Acadêmicos do pôr do sol

## 2002
| Colocação | Escola                               | Ref.  |
| --------- | ------------------------------------ | ----- |
| 1º        | Acadêmicos do Pôr-do-Sol             | [ 1 ] |
| 2º        | Mocidade Independente da Cidade Alta | [ 1 ] |
| 3º        | Unidos dos Canudos                   | [ 1 ] |

## 2004
| Colocação | Escola                               | Ref.  |
| --------- | ------------------------------------ | ----- |
| 1º        | Acadêmicos do Pôr-do-Sol             | [ 2 ] |
| 2º        | Mocidade Independente da Cidade Alta | [ 2 ] |
| 3º        | Unidos dos Canudos                   | [ 2 ] |

## 2006
| Colocação | Escola                               | Ref.  |
| --------- | ------------------------------------ | ----- |
| 1º        | Mocidade Independente da Cidade Alta | [ 3 ] |
| 2º        | Unidos dos Canudos                   | [ 3 ] |

## 2007
| Colocação | Escola                   | Ref.  |
| --------- | ------------------------ | ----- |
| 1º        | Unidos dos Canudos       | [ 4 ] |
| 2º        | Imperatriz da Praça Nova | [ 4 ] |

## 2008
| Colocação | Escola                               | Pontos | Ref.  |
| --------- | ------------------------------------ | ------ | ----- |
| 1º        | Unidos dos Canudos                   | 99     | [ 5 ] |
| 2º        | Imperatriz da Praça Nova             | 97     | [ 5 ] |
| 3º        | Mocidade Independente da Cidade Alta | 93,5   | [ 5 ] |
| 4º        | Acadêmicos do Por do Sol             | 92,5   | [ 5 ] |

## 2009
| Colocação | Escola                               | Pontos | Ref.        |
| --------- | ------------------------------------ | ------ | ----------- |
| 1º        | Unidos dos Canudos                   | 98,8   | [ 6 ] [ 7 ] |
| 2º        | Imperatriz da Praça Nova             | 96,3   | [ 6 ] [ 7 ] |
| 3º        | Acadêmicos do Por do Sol             | 94,7   | [ 6 ] [ 7 ] |
| 4º        | Mocidade Independente da Cidade Alta | 94,4   | [ 6 ] [ 7 ] |

## 2010
| Colocação | Escola                               | Ref.  |
| --------- | ------------------------------------ | ----- |
| 1º        | Imperatriz da Praça Nova             | [ 8 ] |
| 2º        | Unidos dos Canudos                   | [ 8 ] |
| 3º        | Mocidade Independente da Cidade Alta | [ 8 ] |
| 4º        | Nós Os Ritmistas                     | [ 8 ] |
| 5º        | Acadêmicos do Pôr do Sol             | [ 8 ] |

## 2011
| Colocação | Escola                               | Pontos | Ref.                              |
| --------- | ------------------------------------ | ------ | --------------------------------- |
| 1º        | Imperatriz da Praça Nova             | 99,7   | [ 9 ] [ 10 ] [ 11 ] [ 12 ] [ 13 ] |
| 2º        | Unidos dos Canudos                   | 99,5   | [ 9 ] [ 10 ] [ 11 ]               |
| 3º        | Nós Os Ritmistas                     | 98,6   | [ 9 ] [ 10 ] [ 11 ]               |
| 4º        | Acadêmicos do Pôr do Sol             | 97,6   | [ 9 ] [ 10 ] [ 11 ]               |
| 5º        | Mocidade Independente da Cidade Alta | 96,6   | [ 9 ] [ 10 ] [ 11 ]               |

## 2012
| Colocação | Escola                               | Pontos | Ref.   |
| --------- | ------------------------------------ | ------ | ------ |
| 1º        | Mocidade Independente da Cidade Alta | 197,1  | [ 14 ] |
| 2º        | Imperatriz da Praça Nova             | 194,1  | [ 14 ] |
| 3º        | Unidos dos Canudos                   | 187,5  | [ 14 ] |
| 4º        | Nós Os Ritmistas                     | 180,7  | [ 14 ] |
| 5º        | Acadêmicos do Pôr do Sol             | 170,4  | [ 14 ] |

## 2013
Os desfiles que ocorreriam em 2013 foram cancelados por problemas financeiros.

## 2014
| Colocação | Escola                               | Ref.          |
| --------- | ------------------------------------ | ------------- |
| 1º        | Unidos dos Canudos                   | [ 16 ] [ 17 ] |
| 2º        | Nós Os Ritmistas                     | [ 16 ] [ 17 ] |
| 3º        | Mocidade Independente da Cidade Alta | [ 16 ] [ 17 ] |
| 4º        | Acadêmicos do Pôr do Sol             | [ 16 ] [ 17 ] |

## 2015
Em 2015 não ocorreram desfiles.